# Mouloud Achour (écrivain)
Pour les articles homonymes, voir Mouloud Achour et Achour.
Mouloud Achour, né le 19 mars 1944 à Tamazirt (Tizi Ouzou) et mort le 24 décembre 2020 à Alger, est un professeur, journaliste et écrivain algérien d'expression française, auteur notamment de nouvelles et de récits.

## Carrière
Mouloud Achour  est né le 19 mars 1944 à Tamazirt (Tizi Ouzou),. Il est membre puis président de la commission de lecture de la télévision nationale, secrétaire permanent du Conseil national de la culture en 1990 et 1991 puis directeur du cabinet du ministre de la communication en 1991 et 1992.
Il était journaliste, notamment à El Moudjahid, Algérie Hebdo et Liberté.Il est directeur éditorial de la maison d'édition Casbah à Alger, et a été responsable du domaine « Livre » lors de l'année de l'Algérie en France en 2003
Il est mort le 24 décembre 2020.

## Œuvres publiées
En tant qu'auteur
- 1971 : Le Survivant et autres nouvelles, Alger, SNED, 306 p.
- 1973 : Héliotropes, Alger, SNED, 197 p.
- 1975 : Les Dernières Vendanges, Alger, SNED, 225 p.
- 1983 : Jours de tourments, Alger, ENAL, 137 p.
- 1989 : Farès Boukhatem : rétrospective (préf. Malika Bouabdellah), Alger, Musée national des beaux-arts d'Alger
- 1996 : À perte de mots, L'Harmattan, coll. « Écritures arabes », 123 p.  (ISBN 2-7384-4824-0) [présentation en ligne]
- 2003 : Algériens-Français : bientôt finis les enfantillages ?, avec Guy Hennebelle et Nourredine Saadi, Condé-sur-Noireau, Charles Corlet, coll. « La Revue » (no 62), 303 p.  (ISBN 2-84706-032-4) [présentation en ligne]
- 2004 : Le Vent du nord, Alger, Casbah, 207 p.  (ISBN 9961-64-230-9)
- 2005 : Juste derrière l'horizon, Alger, Casbah, 175 p.  (ISBN 9961-64-565-0)
- 2011 : Le Retour au silence, Alger, Casbah, 205 p.
- 2013 : Les dernières vendanges - Récit et nouvelles, Casbah éditions
- 2016 : Un automne au soleil - Textes libres, Casbah éditions

En tant que préfacier
- 1984 : Joachim-Hans Thielemann, photographies de Hed Wimmer (trad. Henri Daussy), L'Algérie, Bibliothèque des arts, 194 p.  (ISBN 2-85047-053-8)
- 1987 : Saïd Smaïl, Le Crépuscule des anges, Alger, ENAL, 429 p.
- 2003:  Lucio Guerrato, Les naufragés de ma mémoire. (divagations philatéliques) – Casbah-Editions- Alger, 2003.
- 2006 : Nouredine Toualbi-Thaâlibi, L'Ordre et le Désordre, Alger, Casbah, 172 p.  (ISBN 9961-645-74-X)
- 2008 : Malek Haddad, L'Élève et la leçon, Constantine, Media Plus
- 2008 : Saadia Azzoug-Talbi, Le Maître de Tala, Alger, Tala éditions
- 2012 : Christian Phéline, Les insurgés de l'an 1, Alger, Casbah
- 2014 : Djoher Amhis-Ouksel, Benhadouga, Alger, Casbah, coll. « Empreintes »